# 쓰부쿠역
쓰부쿠역(일본어: 津福駅)은 일본 후쿠오카현 구루메시에 위치한 서일본 철도 덴진오무타 선의 역이다. 역 번호는 T30이다.

## 역사
- 1921년 11월 1일: 오카와 철도 역으로 영업 개시.
- 1932년 12월 28일: 규슈 철도로 편입됨.
- 1937년 6월 22일: 오카와 철도가 규슈 철도(2대)에 흡수 합병되면서 본 회사 단독역이 됨.
- 1937년 10월 1일: 당역 ~ 다이젠지 구간이 1435mm로 궤간이 변경되어 전화되고 오무타 선에 편입됨. 당역 ~ 가미쿠루메간은 가미쿠루메 선으로 변경됨.
- 1942년 9월 19일: 큐슈 철도 등이 큐슈 전기 궤도에 합병되면서 이 회사의 역이다(3일 만인 9월 22일에 동사는 서 일본 철도라고 개칭).
- 1948년 7월 5일: 가미루메 선 휴지.
- 1974년: 역사 개축.
- 2008년 5월 18일: IC카드 nimoca 사용 개시.
- 2017년 2월 1일: 역 번호 도입.

## 역 구조
섬식 승강장 1면 2선의 지상역으로 업무위탁역이다. 또한, 선로 배치가 1선 스루 방식으로, 특급 등의 속달 열차는 모두 상행 승강장(1번 선)을 통과한다.

### 승강장
| 1 | ■ 덴진오무타 선 | 하행 | 다이젠지・야나가와・오무타 방면         |
| 2 | ■ 덴진오무타 선 | 상행 | 구루메・후쓰카이치・후쿠오카(덴진) 방면 |

## 이용 현황
| 연도 | 1일 평균 승차 인원 | 1일 평균 승하차 인원 |
| ---- | ------------------ | -------------------- |
| 2007 | 1,447              | 2,907                |
| 2008 | 1,372              | 2,775                |
| 2009 | 1,334              | 2,699                |
| 2010 | 1,310              | 2,647                |
| 2011 | 1,268              | 2,569                |
| 2012 |                    | 2,534                |
| 2013 |                    | 2,568                |
| 2014 |                    | 2,537                |
| 2015 |                    | 2,569                |

## 역 주변
- 쓰부쿠 공민관
- 규슈 전기 공업

## 인접역
| 서일본 철도 ■ 덴진오무타 선                 | 서일본 철도 ■ 덴진오무타 선 | 서일본 철도 ■ 덴진오무타 선 |
| ------------------------------------------- | --------------------------- | --------------------------- |
| T29 시켄조마에 니시테쓰 후쿠오카(덴진) 방면 | ■ 보통                      | 야스타케 T31 오무타 방면    |